# Agrypon gratiosum
Agrypon gratiosum là một loài tò vò trong họ Ichneumonidae.